# Jackson County, Florida
Jackson County är ett administrativt område i delstaten Florida, USA, med 49 746 invånare. Den administrativa huvudorten (county seat) är Marianna.
Countyt har fått sitt namn efter general Andrew Jackson som var USA:s sjunde president 1829-1837 som hade besegrat britterna i slaget vid New Orleans den 8 januari 1815.

## Geografi
Enligt United States Census Bureau har countyt en total area på 2 472 km². 2 371 km² av den arean är land och 101 km² är vatten.

### Angränsande countyn
- Seminole County, Georgia - öst
- Gadsden County, Florida - sydöst
- Liberty County, Florida - sydöst
- Calhoun County, Florida - syd
- Washington County, Florida - sydväst
- Bay County, Florida - sydväst
- Holmes County, Florida - väst
- Geneva County, Alabama - nordväst
- Houston County, Alabama - nord

### Orter
- Graceville